# Mitologia proto-indo-europeană

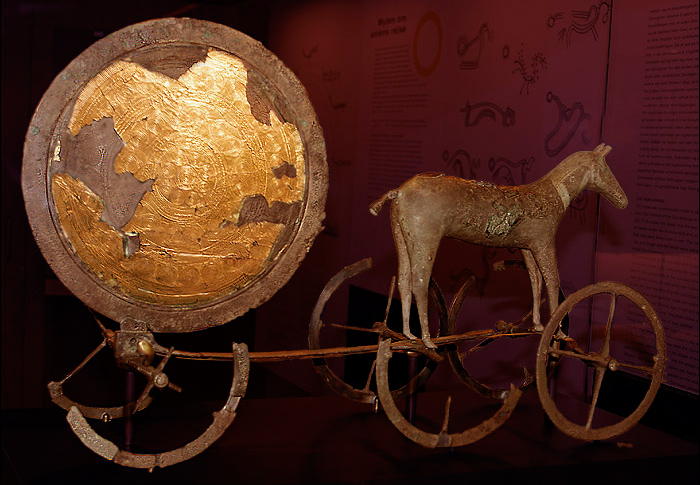
Carul Soarelui, simbol al statului social dar și religios, Epoca Bronzului, Muzeul Național din Danemarca

Religia proto-indo-europeană este o religia ipotetică a popoarelor proto-indo-europene (PIE), ipoteză care se bazează pe existența unor asemănări între zeități, practicile religioase și mitologii ale popoarelor indo-europene. Reconstrucția ipotezele de mai jos se bazează pe dovezi lingvistice folosind metoda comparativă. Dovezile arheologice sunt dificil de potrivit cu orice cultură specifică din perioada timpurie a culturii indo-europene în epoca cuprului (Mallory, 1989). Alte abordări la mitologia indo-europene sunt posibile, mai ales ipoteza trifuncțională a lui Georges Dumézil.